# 神椿市建設中。
《神椿市建設中。》是神椿工作室所創建的日本原創媒體混合品牌IP企劃。該企劃開始於2019年，涵蓋範圍包含歌曲、影像、桌上遊戲、電子遊戲等均推出了各種形式的創作。2024年8月29日推出了節奏遊戲「神椿市協奏中。」。
2024年1月13日，宣佈將製作原創電視動畫，由SMDE擔任動畫製作，2025年7月開始播放。主要角色聲優皆為神椿工作室旗下的虛擬藝人負責擔任。這些虛擬藝人為電腦繪圖製成，並不存在於現實世界，雖然背後仍有真實人類擔綱這些虛擬藝人的幕後配音者，至於實際是誰職掌配音，被該公司的商業政策與契約規範所限制，外界無從得知。

## 故事簡介
神椿市是一個高度現代化的都市，市民過著恬靜安適的生活。然而，在這座華麗城市的外表下，卻潛伏著未知的危機，而唯一能拯救這座城市脫離危險的，居然是一群會唱歌的魔女們。

## 登場人物

### 主要角色
森先化步（聲：花譜）
在校成績普通，運動神經稍差，但對於喜愛唱歌的熱情可以補足這一切。
谷置狸眼（聲：理芽）
無論學業、運動、歌唱各方面都很優秀，而且家境富裕，是一個能力與環境都無從挑剔的完美少女。
朝主派流（聲：春猿火）
以家鄉的夥伴，及唱歌為精神支柱，這個少女堅強的度過每一天。
夜河世界（聲：ヰ世界情緒）
對於人情世事不甚了解，面對外在環境只顯露出自己淡薄的情感，但心中的意志卻非常堅定。
輪迴此處（聲：幸祜）
非常重視與夥伴之間的情感，如果身旁的友人受到威脅，會義不容辭的挺身而出。

## 沿革變遷
2019年10月，日本經紀人團隊神椿工作室正式成立，並且開始著手籌備「神椿市建設中。」品牌IP企劃，以電腦繪圖的方式陸續創作多位虛擬藝人，簽訂幕後配音員，讓這些虛擬藝人推出單曲、影片，進行線上虛擬播送等演藝活動。2020年5月正式發表社群冒險企劃「神椿市建設中。」
2021年10月，推出共創型社群交流解謎ARG「神椿市建設中。Emergence」手機活動，這是限時一個月的短暫手機活動，活動完畢後，即終止遊戲服務。玩家必須使用智慧型手機挑戰隱藏在神椿市的各種「Q」，其中還有一些「Q」問題單靠一個人無法解決，必須多人同時合作才能通關。當時曾有超過2萬名玩家聚集在SNS社群平台，採用情報交換的方式一起參與推理解謎。
同年10月31日，宣佈「Kamitsubaki City Under Construction Divergence」企劃，延伸整個品牌IP的主題範圍，增加主線劇情神椿市的世界線分歧。並且開始籌備其中三條世界線的子企劃，這三條子企劃包含：
- 發佈「神椿市建設中。Chronicle」子企劃，將神椿市其中一條世界線小說化。[8]
- 發行TRPG「神椿市建設中。Narrative」子企劃，亦是神椿市其中一條世界線。這是一款桌上角色扮演遊戲，玩家彼此面對面，採用紙筆、器具和交談的方式，按照特定遊戲規則彼此互動的角色扮演遊戲。[8]
- 公佈「神椿市建設中。Regenerate」子企劃，劇情亦是神椿市其中一條世界線。這是一款文字冒險遊戲，也是一種嶄新形態的互動式視覺小說，玩家必須使用文字指令控制己方角色的行動，並且閱讀螢幕整個畫面的文字，在遊戲裡探索前進。[8]

2023年2月，發表新的企劃「Web3娛樂」，將原本「Divergence」企劃改弦易轍，底下三條世界線全數匯入到這個新企劃裡，仍舊讓這三個子企劃作品繼續發展及延伸內容。並且把這三條世界線集合在一處，全部納進同一個世界觀設定底下，構築成一個完整的『神椿宇宙』（Kamitsubaki Verse）。

## 電子遊戲
神椿市協奏中。
是神椿工作室與Studio Lalala所共同製作的一款節奏遊戲，由Rocket Studio負責開發。2024年8月29日起正式在iOS、Android、Windows、PS5、NS等遊戲平台上開始營運。
神椿市建設中。Regenerate
是神椿工作室製作的一款文字冒險遊戲，也是一種嶄新形態的互動式視覺小說，由日本廠商Orange負責開發，玩家必須使用文字指令控制己方角色的行動，並且閱讀螢幕整個畫面的文字，在遊戲裡探索前進。2025年2月20日起正式在Windows、NS等遊戲平台上開始營運。
神椿市建設中。Virtual Reality
是日本經紀人團隊神椿工作室製作的一款虛擬實境冒險遊戲，由日本廠商Gugenka負責開發，仍處於開發階段，未公佈正式營運時間。

## 電視動畫
2024年1月13日，宣佈將製作一部原創日本電視動畫，由SMDE擔任動畫製作，2025年7月開始播放。主要角色聲優皆為神椿工作室旗下的虛擬藝人負責擔任。
早在2019年開始，日神椿工作室就計畫性的持續創造多位虛擬藝人，以及簽訂幕後的真人配音員。並且特地挑選其中五位虛擬藝人組成了一個虛擬藝人團體「V.W.P」（Virtual Witch Phenomenon）。意思為「虛擬的奇跡魔女」。
這些虛擬藝人被神椿工作室當成一般藝人般看待，持續進行著藝人活動，在影音網站Youtube也上傳了她們的單曲、影片等相關影視創作。在神椿工作室宣佈將製作原創日本電視動畫後，對於動畫的主要角色聲優該公司亦不假手他人，全數指派旗下的虛擬藝人團體「V.W.P」，這五位虛擬藝人負責擔任。
這些虛擬藝人為電腦繪圖製成，並不存在於現實世界，雖然背後仍有真實人類擔綱這些虛擬藝人的幕後配音者，至於實際是誰職掌配音，被該公司的商業政策與契約規範所限制，外界無從得知。

### 製作人員
- 原作、企劃製作：神椿工作室、PIEDPIPER（日语：PIEDPIPER）
- 世界觀設定、監修、原作劇本：月島總記（日语：月島総記）
- 導演、系列構成、音響監督：柿本廣大
- 角色設計：PALOW.（日语：PALOW）
- 副角色設計、總作畫監督：
- 主CG導演：石原裕也
- 美術監督：內藤健
- 色彩設計：佐藤美由紀
- 攝影監督：江間常高
- 編輯：梅津朋美
- 音響效果：豬俁泰史
- 音樂：朝比奈健人（日语：朝比奈健人）
- 音樂製作：KADOKAWA
- 插入曲協力：神椿工作室
- 動畫製作：SMDE（日语：小学館ミュージック&デジタル エンタテイメント）
- 製作：SINKA ANIMATION PROJECT[3]

### 主題曲
片頭曲（歌姬）
演唱：V.W.P，作詞、作曲、編曲：笹川真生
片尾曲
追憶
演唱：V.W.P，作詞、作曲：Kanata Okajima、Shao Hao、Nay Shalom，編曲：Itamar Lapidot、Shao Hao、Nay Shalom
BREATHE（第2話）
演唱：ヰ世界情緒，作詞、作曲、編曲：香椎モイミ
（第3話）
演唱：理芽，作詞、作曲、編曲：笹川真生
（第4話）
演唱：春猿火，作詞、作曲：ケンカイヨシ，編曲：、
（第5話）
演唱：幸祜，作詞、作曲、編曲：Aira
（第6話）
演唱：花譜，作詞、作曲、編曲：Neuron
插入曲
（第0話）
演唱：花譜，作詞、作曲、編曲：Guiano
雛鳥（第0話）
演唱：花譜，作詞、作曲、編曲：カンザキイオリ
（第0話）
演唱：花譜，作詞、作曲、編曲：
（第0話、第1話）
演唱：花譜，作詞、作曲、編曲：Neuron
（第1話）
演唱：花譜，作詞、作曲、編曲：
（第1話）
演唱：ヰ世界情緒、春猿火，作詞、作曲、編曲：MIMI
Ambition（第1話）
演唱：春猿火，作詞、作曲：たかやん，編曲：平田義久
（第2話）
演唱：ヰ世界情緒，作詞、作曲：sasakure.UK
（第2話）
演唱：ヰ世界情緒，作詞、作曲、編曲：傘村トータ
宿木（第3話）
演唱：理芽，作詞、作曲、編曲：笹川真生
瞑目（第4、5話）
演唱：幸祜，作詞、作曲、編曲：
（第6話）
演唱：春猿火，作詞、作曲、編曲：uno blaqlo

### 各話列表
| 話數  | 標題          | 劇本     | 分鏡         | 演出     | CG導演                 | 首播日期      |
| ----- | ------------- | -------- | ------------ | -------- | ---------------------- | ------------- |
| 第0話 | 魔女之子 前篇 | 柿本廣大 | 柿本廣大     | 石原裕也 | 石原裕也、五十嵐明日香 | 2025年 7月3日 |
| 第1話 | 魔女之子 後篇 | 柿本廣大 | 柿本廣大     | -        | 石原裕也、五十嵐明日香 | 7月11日       |
| 第2話 | 淨化之歌      |          | 石原裕也     | -        | 石原裕也               | 7月18日       |
| 第3話 | 片段          | 板井寬樹 | 五十嵐明日香 | -        | 7月24日                |               |
| 第4話 | 惡意          | 小川瞳   | 宮尾佳和     | -        | 石原裕也               | 7月31日       |
| 第5話 | 眷魔          | 小川瞳   | 宮尾佳和     | -        | 柴田貴祥               | 8月7日        |
| 第6話 | 記憶之卵      |          | 石原裕也     | 桐谷太力 | 桐谷太力               | 8月14日       |

### BD / DVD
| 卷數 | 發售日期          | 收錄話數     | 規格編號  | 規格編號  | 規格編號   |
| 卷數 | 發售日期          | 收錄話數     | BD限定版  | BD通常版  | DVD        |
| ---- | ----------------- | ------------ | --------- | --------- | ---------- |
| 1    | 2025年10月3日預定 | 第0話—第4話  | 不適用    | KAXA-9081 | KABA-11691 |
| 2    | 2025年11月5日預定 | 第5話—第8話  | 不適用    | KAXA-9082 | KABA-11692 |
| 3    | 2025年12月3日預定 | 第9話—第12話 | KAXA-9071 | KAXA-9083 | KABA-11693 |

## 外部連結
- 動畫官方網站（日語）
- 電視動畫的X（前Twitter）（日語）
- 神椿市建設中。（動畫）在動畫新聞網百科全書中的資料（英文）
- 《神椿市建设中。Regenerate》在視覺小說數據庫的頁面（英文）